# RIVERSIDE IN YOUR HEART
『RIVERSIDE IN YOUR HEART』（リバーサイド イン ユア ハート）は、FM802で2025年4月5日から放送されているラジオ番組。

## 概要
2025年4月の改編より開始された番組。「河原で過ごすようなまったりとした時間を過ごす」をコンセプトに気になる事やアート、書籍を紹介する番組構成となっている。DJは隔週交代となっており、現役の学生で2025年4月にDJデビューとなる中島大静と岡田夏旺。
Xの番組公式ハッシュタグは「#リバーサイド802」。

## DJ
- 中島大静
- 岡田夏旺

## 放送時間
- 毎週土曜日 3:00 - 5:00（金曜深夜）（2025年4月5日 - ）

## コーナー
夏旺と大静のKT通信
お互いにメッセージを送り合って、その回答を返すコーナー。
ABCDEソングファイル
毎週アルファベット順にアーティストを2組紹介するコーナー。